# The Tall Guy
The Tall Guy é um filme estadunidense feito em 1989, traduzido para o Brasil com o título "As trapalhadas de um conquistador".

## Sinopse
Um ator americano, que está trabalhando em Londres como assistente de comediante, tem sua grande chance ao protagonizar a versão musical de O Homem Elefante.